# Saint-Thurial
Saint-Thurial är en kommun i departementet Ille-et-Vilaine i regionen Bretagne i nordvästra Frankrike. Kommunen ligger i kantonen Plélan-le-Grand som tillhör arrondissementet Rennes. År 2022 hade Saint-Thurial 2 165 invånare.

## Befolkningsutveckling
Antalet invånare i kommunen Saint-Thurial
Referens:INSEE